# Diomède (Thrace)
Pour les articles homonymes, voir Diomède (homonymie).
Dans la mythologie grecque, Diomède (en grec ancien Διομήδης / Diomếdês), est un roi de la tribu thrace des Bistones qui a pour coutume de nourrir ses chevaux avec la chair de ses hôtes. Certaines légendes en font le fils d'Arès et de Cyrène.

## Les juments de Diomède

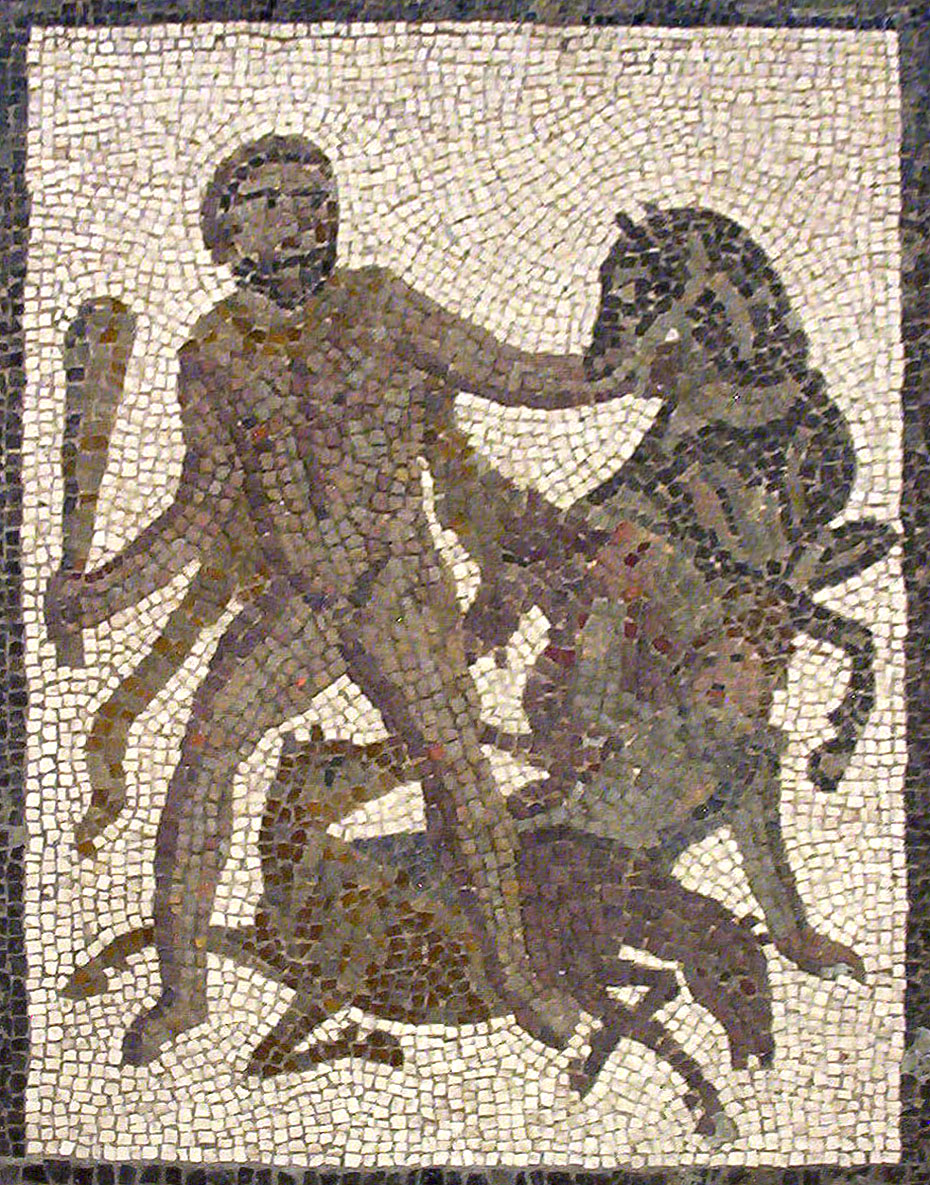
Héraclès et les cavales de Diomède, détail de la mosaïque des Douze Travaux de Liria (Espagne), première moitié du IIIe siècle.

Héraclès reçut l'ordre de lui dérober ses chevaux pour son huitième travail, et de les ramener à Argos. Il s'en empara et, les menant à l'écart du palais, y retourna pour assommer Diomède. Il donna alors son corps moribond à dévorer à ses propres chevaux.
Selon une version de la légende, il amena avec lui plusieurs jeunes gens pour l'aider, dont Abdère, son compagnon, qui, tué par l'une des juments, fut enterré dans un tombeau autour duquel il a fondé la ville d'Abdère. Les animaux furent apprivoisés, et Héraclès les fit venir à Argos, au roi Eurysthée.
Dion de Pruse explique dans le VIIIe Discours que Diomède passait ses journées en banquets, à festoyer, et qu'Héraclès le « mit en morceaux ».